# Hilara interincta
Hilara interincta är en tvåvingeart som först beskrevs av Fallen 1816.  Hilara interincta ingår i släktet Hilara och familjen dansflugor. Inga underarter finns listade i Catalogue of Life.